# Allan Cunningham (botanico)
Allan Cunningham (Wimbledon, 13 luglio 1791 – Sydney, 27 giugno 1839) è stato un botanico ed esploratore inglese.

## Biografia

### Gioventù
Cunningham nacque a Wimbledon (nel Surrey), figlio di Allan, emigrato dal Renfrewshire, e della moglie inglese. Fu istruito in una scuola privata di Putney ed iniziò a lavorare nello studio di un avvocato. Dopo questa breve esperienza ottenne una posizione ai Kew Gardens, sotto la sovrintendenza di W. T. Aiton; fu grazie a quest'ultimo che entrò poi in contatto con Robert Brown e Sir Joseph Banks.

### Brasile e Nuovo Galles del Sud
Con le raccomandazioni di Banks, Cunningham visse in Brasile tra il 1814 e il 1816 con lo scopo di raccogliere campioni. Il 28 settembre 1816 salpò per Sydney, dove arrivò il 20 dicembre di quell'anno. Dopo essersi stabilito a Parramatta, prese parte a diverse spedizioni esplorative, tra le quali quella di John Oxley del 1817, avente lo scopo di superare le Blue Mountains per arrivare ai fiumi Lachlan e Macquarie, attraverso un viaggio di 1930 chilometri di stenti. Collezionò campioni di circa 450 nuove specie e diede un notevole apporto con il bagaglio di esperienza che man mano accumulò. Partecipò anche all'esplorazione del monte Keira.

### Viaggi per mare
Cunningham viaggiò sulla HMS Mermaid dal 1817 al 1820, quale botanico di bordo sotto il comando di Phillip Parker King. La Mermaid salpò il 22 dicembre, e il 21 gennaio 1818 raggiunse King George Sound; nonostante la breve permanenza e la relativa sterilità della costa occidentale rispetto a quella orientale, furono trovate diverse specie interessanti. Verso la fine di marzo raggiunsero le isole Goulburn e anche lì Cunningham scoprì diverse piante; raggiunsero Timor il 4 giugno e fecero rotta verso la base di partenza, Port Jackson dove arrivarono il 29 luglio. Durante questo viaggio Cunningham riuscì a mettere assieme la scoperta di 300 specie circa.
Poco dopo il suo arrivo il botanico intraprese un'escursione nelle terre a sud di Sydney, e verso la fine dell'anno fece un viaggio in Tasmania passando da Hobart il 2 gennaio 1819. Visitò anche Launceston e nonostante trovò una flora molto interessante, ebbe molte difficoltà a trovare qualcosa di totalmente nuovo, in quanto preceduto da Brown. A maggio accompagnò King in un secondo viaggio a bordo della Mermaid per esplorare le coste di nord e nord-ovest. In quell'occasione passarono prima dalla costa orientale e Cunningham ebbe molte possibilità per accrescere le sue scoperte; completarono quindi la circumnavigazione dell'Australia il 27 agosto quando arrivarono all'isola Vernon nello stretto di Clarence; visitarono di nuovo Timor e tornarono a Sydney il 12 gennaio 1820. Il terzo viaggio verso la costa settentrionale iniziò il 15 giugno, ma a causa del cattivo tempo si ruppe il bompresso e fu necessario tornare indietro per le riparazioni. Sulla costa a nord-ovest la nave era già in cattivo stato e fino al raggiungimento del porto di partenza le condizioni di navigazione furono difficili; addirittura affrontarono quasi un affondamento proprio nella Botany Bay. Al rientro la Mermaid fu quindi considerata inadatta ad un qualsiasi viaggio, e la successiva spedizione fu affrontata a bordo della Bathurst, la quale era grande due volte la Mermaid. Dopo aver stabilito la rotta verso nord, salparono il 26 maggio 1821; durante la permanenza al largo delle coste occidentali si considerò necessario fare tappa alle isole Mauritius per rinnovare le scorte, e vi arrivarono il 27 settembre; qui si stabilirono per 7 settimane e raggiunsero King George Sound, ormai un punto di riferimento, il 24 dicembre. La permanenza fu abbastanza lunga, ciò permise a Cunningham di collezionare molti esemplari. Dopo aver costeggiate i territori settentrionali, tornarono a Sidney il 25 aprile 1822.